# 逃港者
逃港者（とうこうしゃ）は、1950年代以降に大躍進政策や文化大革命などの中国共産党の政策により、中華人民共和国からイギリス領香港に逃亡した人々。また、この出来事を逃港という。

## 概要

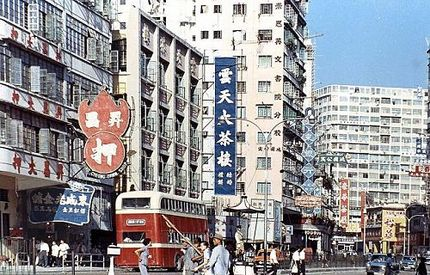
1960年代の香港（佐敦の上海路）

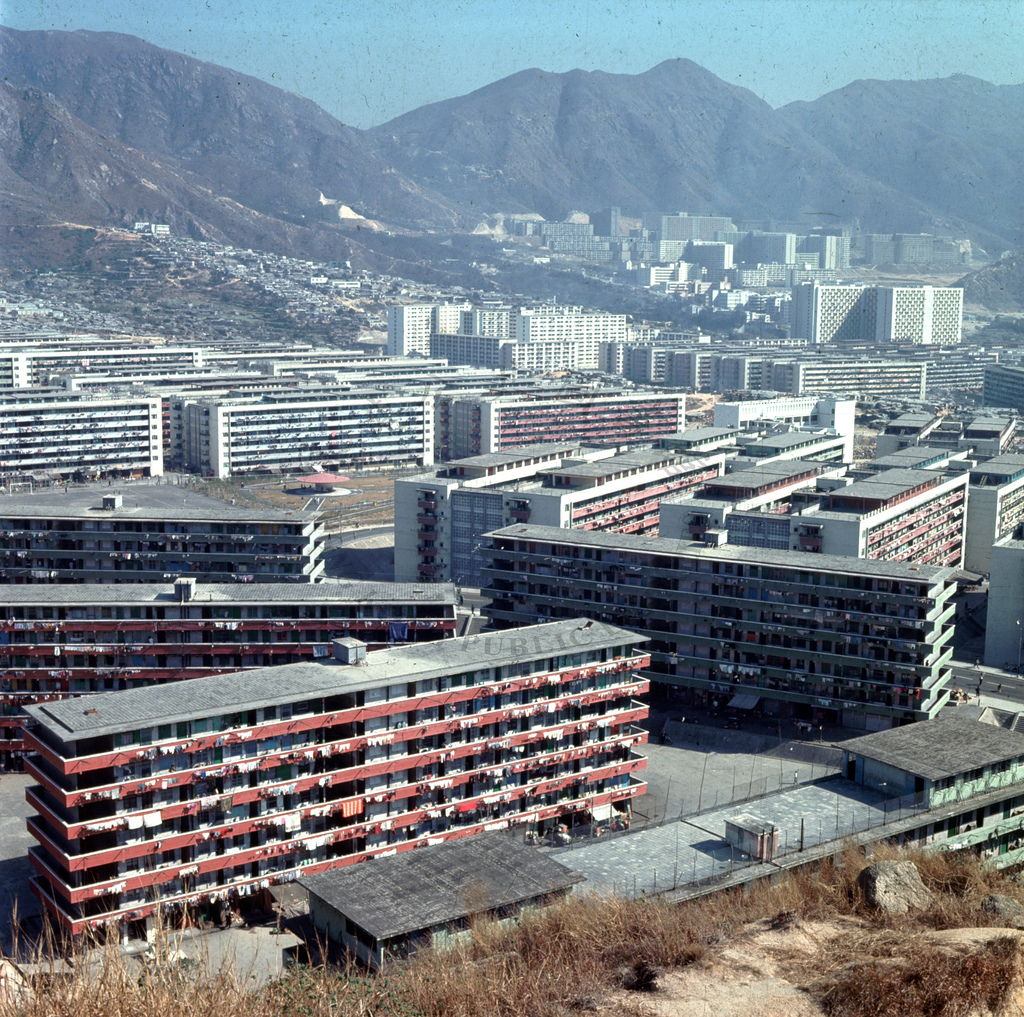
1970年代の香港の団地（九龍）

1949年の中華人民共和国の建国以降、同国では経済政策の失敗や内乱、迫害が相次ぎ、一説には、1950年代の大躍進政策では餓死者2000万-4700万、1960年代から1970年代にかけて、大規模な武力闘争を伴って行われた文化大革命では、1000万人-7000万人の死者が出たと言われるほどの甚大な被害を出した。
作家・陳秉安の著書『大逃港』によると、この迫害から逃れるため、広東省、湖南省、湖北省、江西省、広西チワン族自治区などから、1955年から1980年代にかけて約100万人がイギリス領であった香港に逃げ込んだ。
逃亡の理由としては、国内の混乱を受けた生活の困窮（飢餓を含む）が主なものであったが、文革期には思想的な事情によるケースも見られた。中には中華民国の中国国民党政府からの宣伝用風船に付けられたTシャツを着ていることが発覚するのを恐れたというケースもある。
中華人民共和国の中国共産党政府は、香港との国境付近に逃走防止を狙った「紅旗村」を設けたが、村民自体から半数の逃港者が出たという。
これらの逃港者により、第二次世界大戦終了時は60万人であった香港の人口が増加し、彼らが安価な労働力となり香港の製造業を支えた。さらに香港全土が世界有数の人口の過密地帯へ変わることになる。
なお、文化大革命が終結した1970年代後半以降も、増え続ける香港への流入人口を食い止めるために、1984年以降は許可を持たない中華人民共和国からの密入国者は全て送還する政策がとられた。
また、香港政庁も大量に押し寄せた難民に対処する過程で、団地などの住宅供給や市街地の拡大に伴う開発プロジェクトを行うようになる。ただし、政府規制を極力押さえ、低い税率を維持するなど過剰な経済への介入を避けた。これが積極的不介入主義である。

## 逃港者の有名人
- 吳錫豪
- 季炳雄
- 張子強
- 黃証鴻
- 蘇穎智
- 葉繼歡
- 陳新滋[4]
- 林行止[5]
- 李鵬飛
- 關惠群
- 李摩西
- 鍾錦
- 倪匡
- 周慶峻
- 羅文
- 黎智英
- 孟飛
- 關聰
- 列孚
- 夏雨
- 劉夢熊
- 盧海鵬
- 劉千石
- 黃永幟
- 梁立人
- 惠英紅の父親
- 麥嘉
- 吳大江
- 馬思聰
- 曾憲梓
- 李永健
- 梁體賢
- 林澤飄
- 陳鴻道
- 林順潮の父親[6]
- 経済学者雷鼎鳴の父親[7]